# Cinci milioane de lei (bancnotă românească)

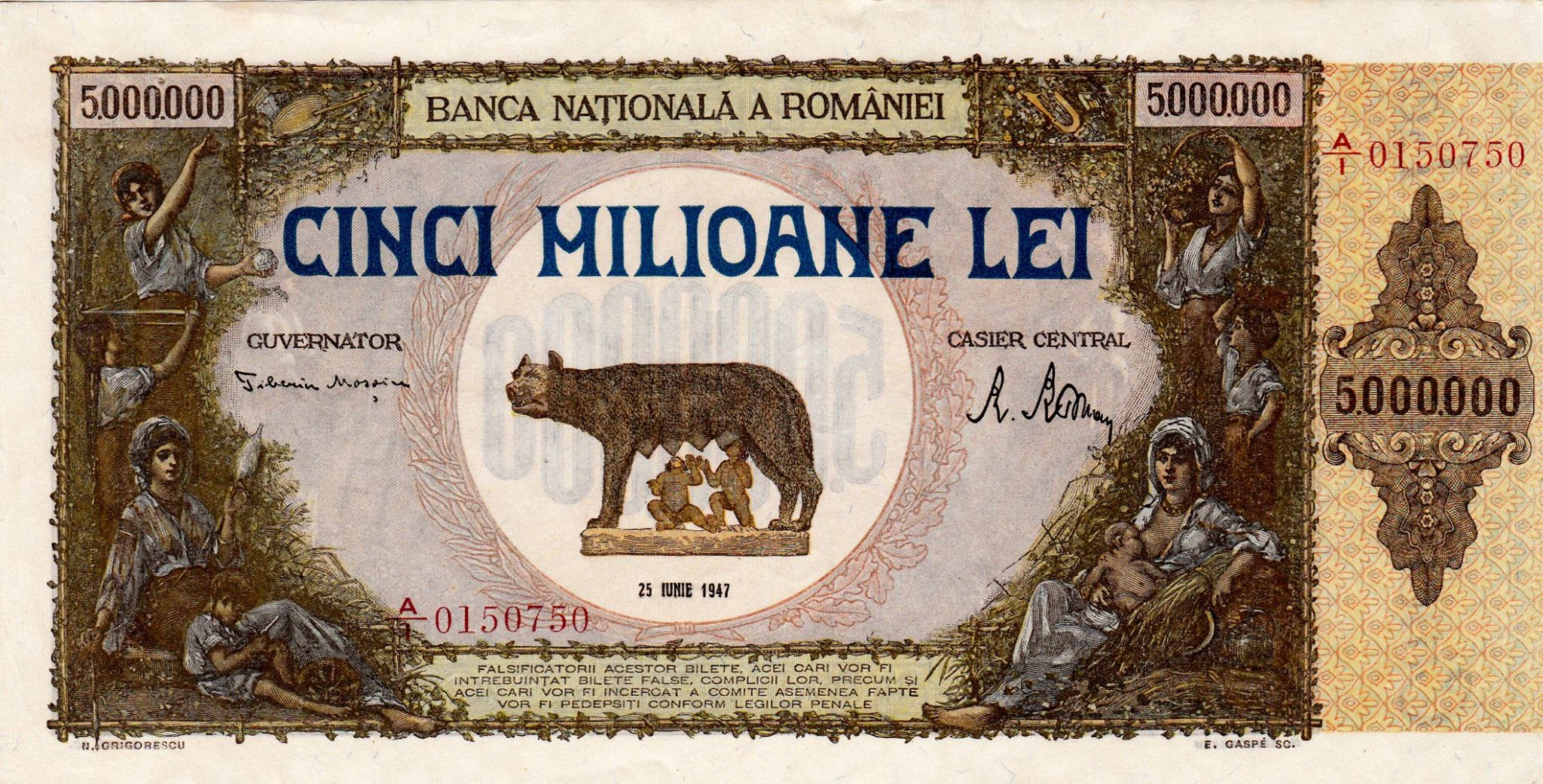
Aversul bancnotei

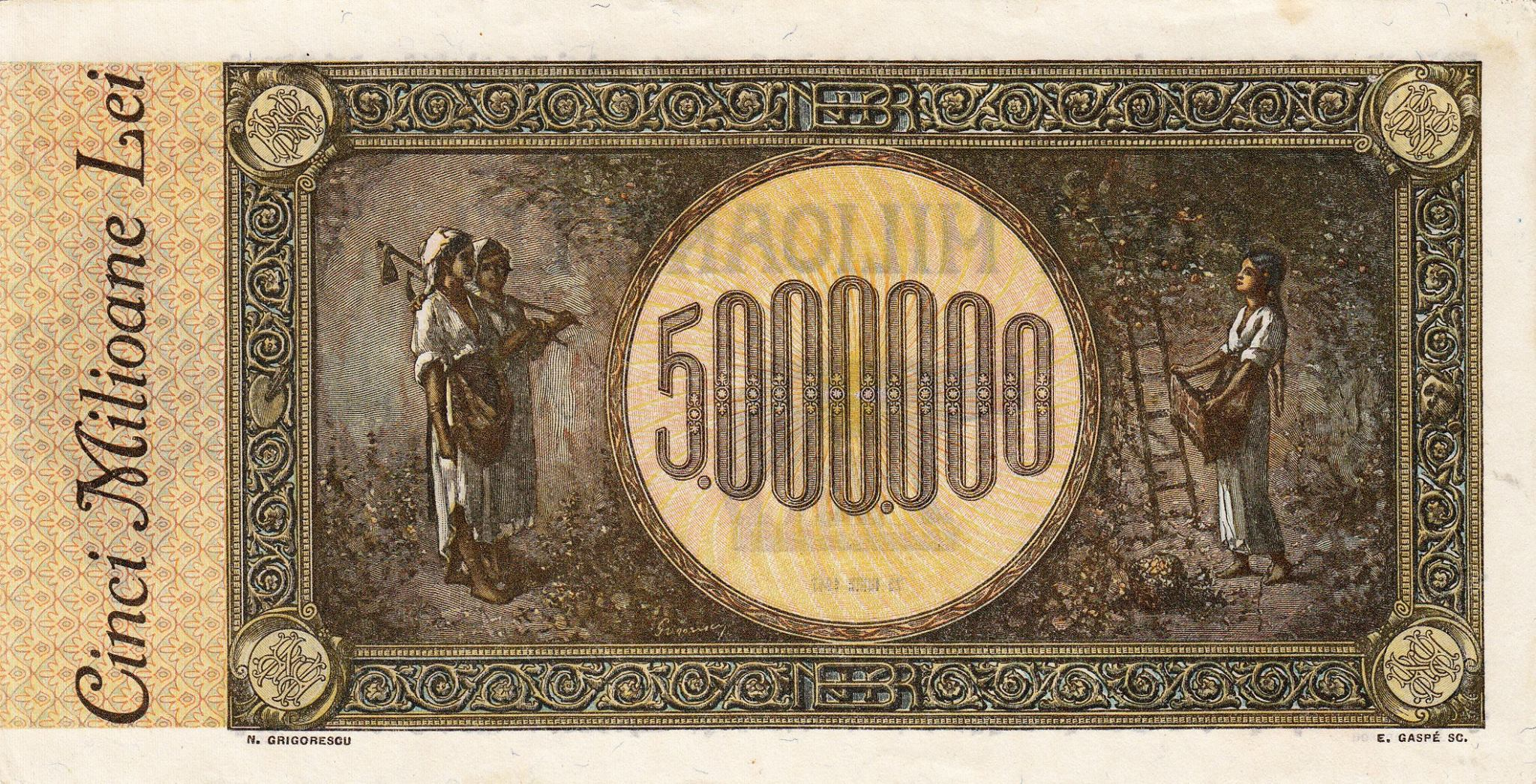
Reversul bancnotei

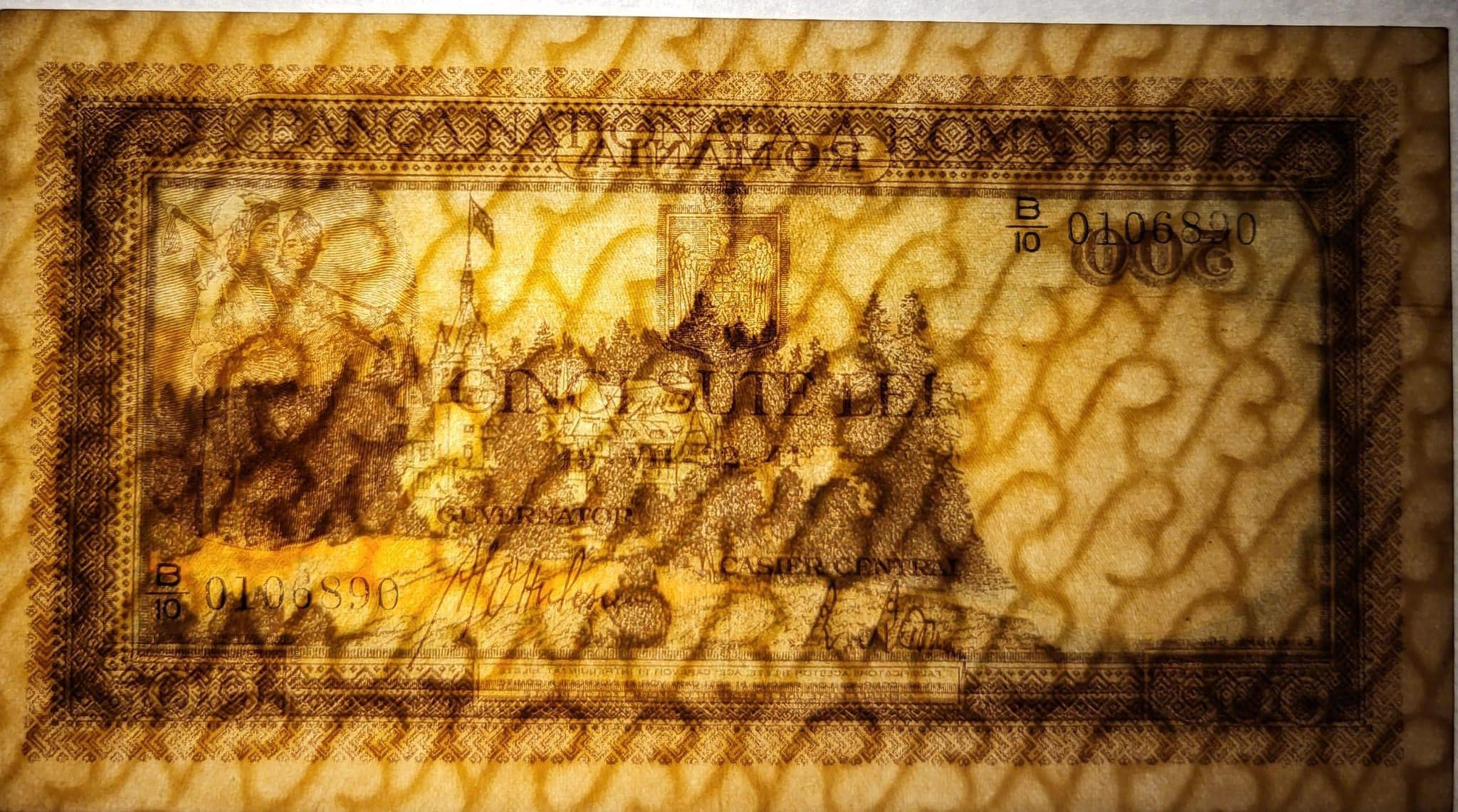
Filigran asemănător cu cel al bancnotei de cinci milioane de lei

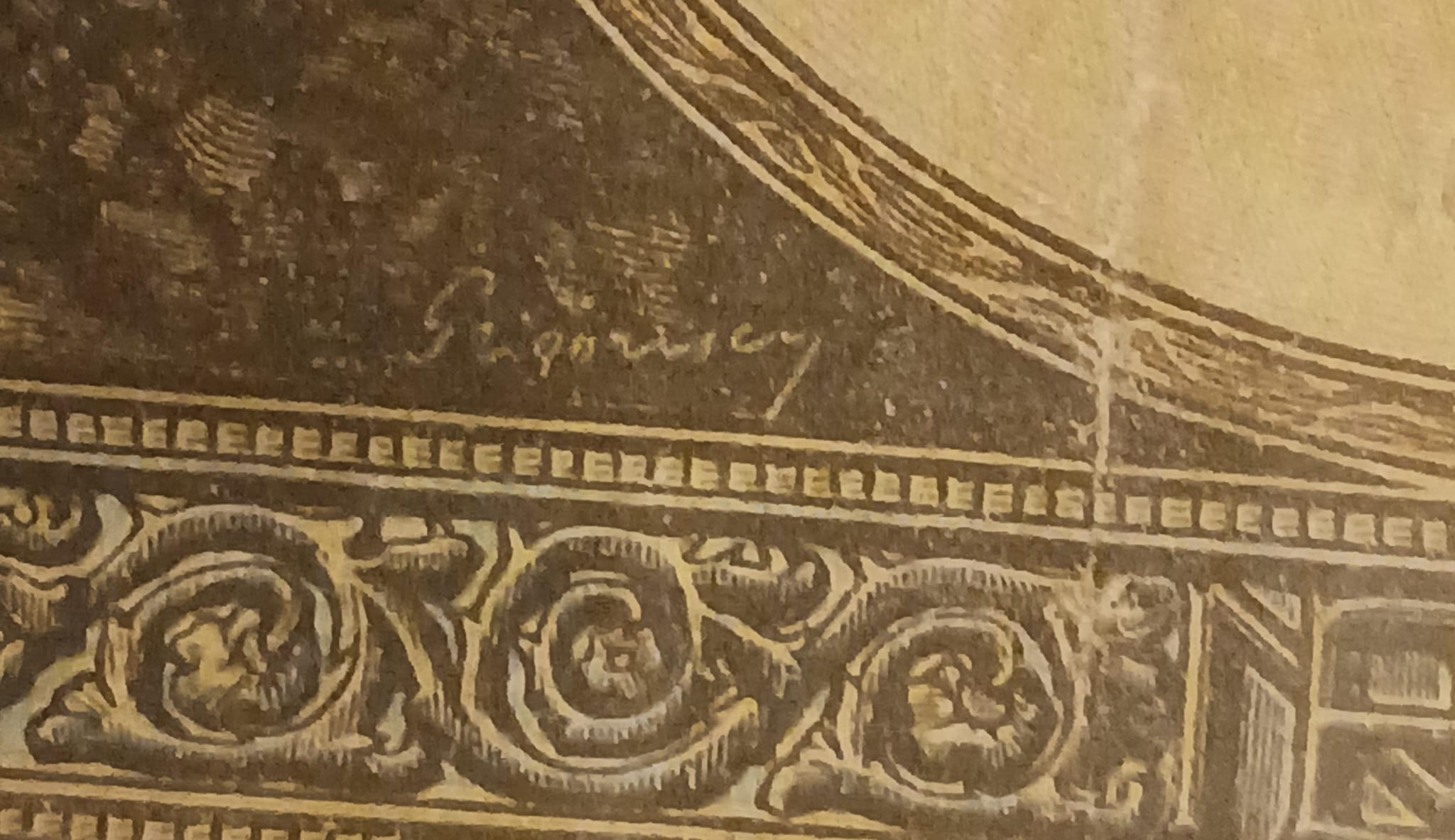
Semnătura lui Nicolae Grigorescu pe revers

Cinci milioane de lei este cea mai mare valoare nominală a unei bancnote emise vreodată în România. A fost tipărită doar în 1947, iar data emisiei a fost 25 iunie 1947. Valoarea nominală a acestei bancnote se datorează inflației din anii '40 ai secolului XX din România. Aceasta a circulat pe vremea domniei regelui Mihai I.

## Istorie
Bancnota de 5 milioane de lei a fost pusă în circulație începând cu data de 15 iulie 1947. Potrivit presei vremii, scopul emisiunii a fost prevenirea unui potențial gol de trezorerie, în contextul timpului limitat alocat pentru colectarea cerealelor. Totodată, informațiile oficiale indicau că stocul acestor bancnote urma să fie unul redus. Distribuirea lor era strict reglementată, fiind destinată în principal întreprinderilor cărora li se acordau credite de valoare considerabilă sau celor implicate în tranzacții de importanță excepțională.

## Descriere
Pe avers se poate observa în centru un medalion cu Lupa Capitolina, înconjurat de o ghirlandă de laur (în stânga) și de stejar (în dreapta), valoarea nominală CINCI MILIOANE LEI și pe marginea dreaptă este un panou cu desen sistem Guillot imprimat pe un fond ornamentat și valoarea 5.000.000. În partea stângă se află semnătura guvernatorului BNR, Tiberiu Moșoiu, iar în dreapta semnătura casierului central, R. Roman. Seria și numărul de culoare roșie se află stânga jos și dreapta sus. Dedesubt se află textul penalităților în caz de fals, iar deasupra scrie BANCA NAȚIONALĂ A ROMÂNIEI. În parțile laterale sunt scene cu țărănci și copii.
Pe revers, în dreapta se află o țărancă cu scară, culegând fructe și în partea stângă doua țărănci care își țin pe umăr sapele. Fondul reprezintă un peisaj de livadă și câmp. În cele patru colțuri se află monograma BNR. În centru este un medalion cu valoarea nominală. În marginea stângă este valoarea nominală scrisă cursiv.
Bancnota de 5 milioane de lei are filigran cu șiruri orizontale cu scris cursiv BNR. Această bancnotă este fabricată din hârtie.
Gravorul acestei bancnote a fost italianul Eugène Gaspérini, desenatorul a fost Ary Murnu, iar modelele și personajele sunt din operele de artă ale marelui pictor român, Nicolae Grigorescu. Bancnota de cinci milioane de lei din 1947 se aseamănă mult cu alte bancnote românești, cum ar fi cele de 1.000 lei din 1936 -1945 și 10.000 lei din 1945 și 1946. 
Această bancnotă s-a retras odată cu Stabilizarea Monetară din 15 august 1947 (20.000 lei vechi = 1 leu stabilizat ⇒ 5.000.000 lei vechi = 250 lei stabilizați). La Stabilizare, salariații și pensionarii aveau dreptul de a schimba cel mult 3.000.000 lei vechi, la fel invalizii, văduvele și orfanii de război, iar agricultorii cap de familie - 5.000.000 lei vechi. Persoanele care nu puteau prezenta acte care să dovedească că exercitau o profesiune au avut dreptul de a preschimba cel mult 1.500.000 lei vechi.
Există multe falsuri de epocă, acestea putându-se deosebi prin culoarea lor mai deschisă și de proastă calitate. Falsurilor de epocă le lipsesc toate detaliile originalului.